# Ja'el Kohen Paran
Ja'el Kohen Paran (hebrejsky יעל כהן-פארן‎, narozena 12. října 1973) je izraelská environmentalistka a politička, od roku 2015 poslankyně Knesetu za stranu Sionistický tábor.

## Biografie
Žije ve městě Pardes Chana-Karkur. Je vdaná. Má tři děti.
Sloužila v izraelské armádě v zpravodajské jednotce 8200. Dosáhla hodnosti poručíka. Absolvovala bakalářské studium fyziky na Hebrejské univerzitě v Jeruzalémě. Pak začala studovat magisterský program na Ben Gurionově univerzitě v Negevu, ale brzy přešla na Telavivskou univerzitu, kterou podle údajů z počátku roku 2015 ještě stále studovala (obor veřejná politika). Od konce 90. let byla činná v environmentalistických organizacích. Působila v izraelském zeleném hnutí jako jeho ředitelka v letech 2002–2006. Později zastávala funkci ředitelky organizace Israel Energy Forum.
Ve volbách roku 2015 neúspěšně kandidovala za stranu Sionistický tábor do Knesetu. Poslankyní izraelského parlamentu se stala až dodatečně 25. listopadu 2015 jako náhradnice poté, co se mandátu vzdal Dani'el Atar.